# Chris Masters
Christopher Todd Mordetzky (* 8. Januar 1983 in Santa Maria, Kalifornien), besser bekannt unter seinem Ringnamen Chris Masters, ist ein US-amerikanischer Wrestler. Er ist Nachfahre polnischer Einwanderer.

## Karriere

### Frühe Karriere
Mordetzky begann seine Karriere als klassischer Bodybuilder und gewann den Titel des Mr. California. Im Alter von 18 Jahren ließ er sich bei Ultimate Pro Wrestling (UPW) zum Wrestler ausbilden und mit 19 Jahren debütierte er am 8. Januar 2003 in der von der UPW ausgerichteten Show namens „UPW Season's Beatings II“ teilnahm. Etwas später bot ihm die WWE einen Ausbildungsvertrag an. Am 7. Februar 2004 debütierte Mordetzky bei der WWE-Entwicklungsliga Ohio Valley Wrestling, wo er am 30. April bereits den ersten Titel gewann. Am 31. Oktober 2004 hatte Mordetzky sein Debüt in der WWE-Show RAW und bekam dort den Ringnamen Chris Masters verliehen.

### WWE
Am 21. Februar 2005 bestritt Mordetzky ein Match gegen Stevie Richards, dem er bei seinem Gegner mit dem „Polish Hammer“ die Nase brach. Mordetzky bekam daraufhin sein eigenes Show-Segment. In diesem Teil der Show, der „Master Lock-Challenge“, durften verschiedene Wrestler versuchen, sich aus dem „Master Lock“ zu befreien. Zudem bildete er mehrmals ein Tag-Team mit Carlito. Nach verschiedenen Versuchen, Mordetzky in diverse Titel-Geschehen einzubinden wurde dieser 2005 jedoch wegen eines Verstoßes gegen die offizielle „WWE Wellness Policy“ für 30 Tage gesperrt.
Im Anschluss trat Mordetzky kurzzeitig bei OVW auf. Am 28. August 2005 kehrte er zu RAW zurück. Am 11. Juni 2007 wurde Mordetzky im Zuge des WWE Draft von RAW zu SmackDown gedraftet. Kurz darauf wurde er wegen eines erneuten Verstoßes gegen die „Wellness Policy“ für 30 Tage suspendiert. Nach seiner Rückkehr, renkte er sich den Ellenbogen aus und musste vier Monate pausieren. Am 2. November 2007 wurde Mordetzky ein weiteres Mal für 60 Tage suspendiert. Nur sechs Tage später, am 8. November 2007, wurde Mordetzky von WWE aus seinem laufenden Vertrag entlassen.

### Unabhängige Ligen (2007–2009)

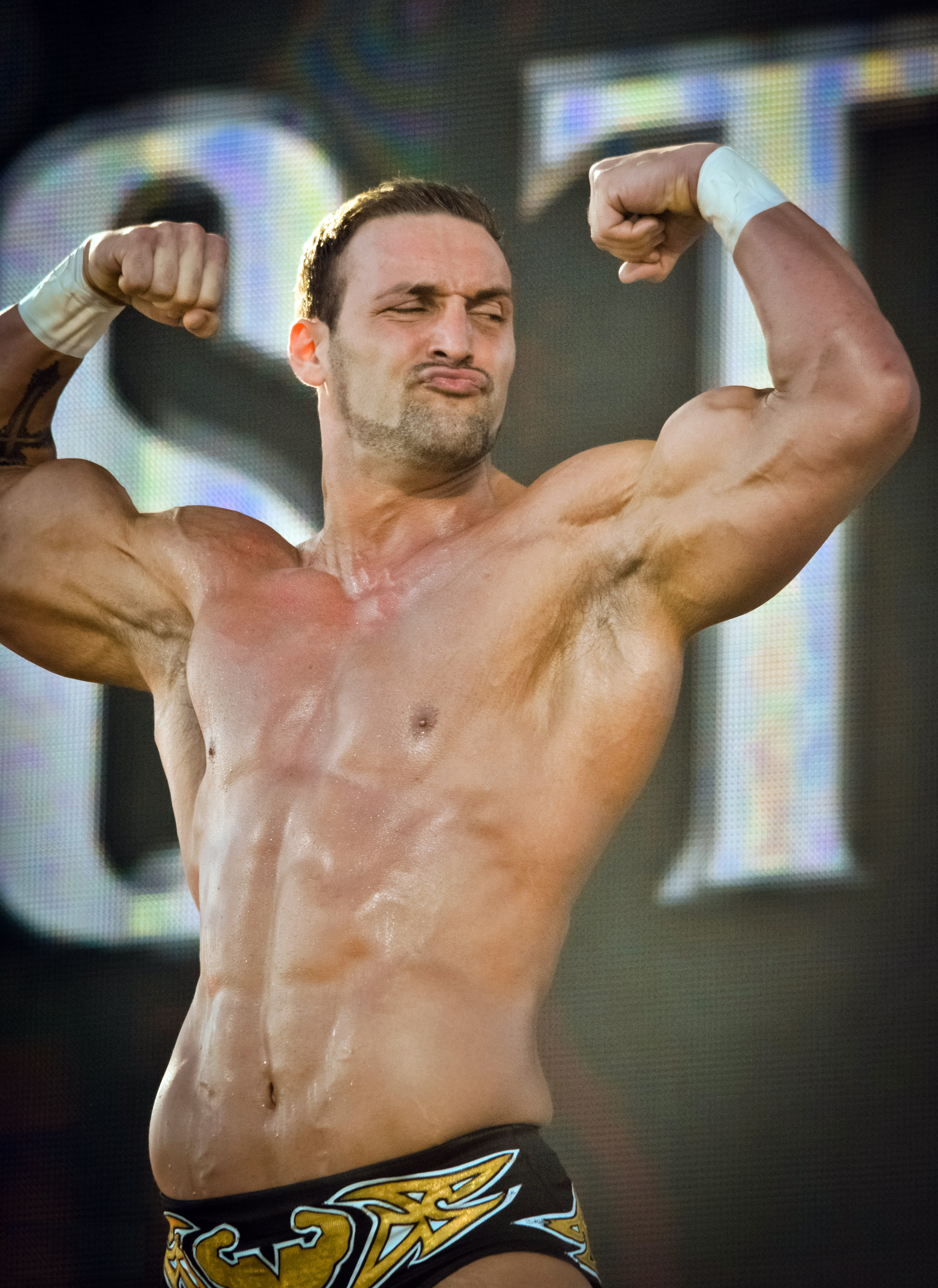
Chris Masters (2010)

Nach seiner Entlassung durch die WWE trat Mordetzky in der internationalen Independent-Szene an. So am 20. Dezember 2007 in Tokio für die Inoki Genome Federation auf. Außerdem trat er bei World League Wrestling auf. Am 10. Februar 2008 gewann Mordetzky dort den WLW-Heavyweight-Titel von Keith Walker.

### Rückkehr zu WWE
Im Juli 2009 wurde Mordetzky wieder von der WWE eingestellt und kehrte am 27. Juli 2009 zu RAW zurück. Er wurde nun erneut in diverse Fehdenprogramme eingebunden und im Zuge des WWE Draft von 2010 wurde Mordetzky zur Show Smackdown gewechselt.
Ende 2010 wurde er der Pro des NXT-Rookies Byron Saxton.
Durch den WWE Draft 2011 am 26. April 2011 wurde er ins RAW-Roster gewechselt. Am 5. August 2011 wurde Mordetzky erneut von der WWE entlassen.

## Sonstige Auftritte
- In der TV Sitcom "Big Time Rush" auf dem TV-Sender Nickelodeon hatte er einen Auftritt als der dritte von fünf neuen Lehrern.[2]
- Außerdem hatte er Auftritte in Rob Van Dams Radio-Show RVD-Radio und seiner Reality TV Show RVD-TV.[3]
- Am 2. Juli 2017 trat Mordetzky zusammen mit Eli Drake in einem Tag Team Match gegen Moose und DeAngelo Williams bei Slammiversary XV an, welches er verlor.

## Erfolge
- Ohio Valley Wrestling

- 1× OVW Southern Tag Team Champion (mit Brent Albright)

- World League Wrestling

- 1× WLW Heavyweight Champion

- National Wrestling Alliance

- 2× NWA National Champion

- Preston City Wrestling

- 2× PCW Heavyweight Champion